# Bobby Bare
Robert Joseph "Bobby" Bare, född 7 april 1935 i Ironton, Ohio, är en amerikansk countrysångare, som 1963 fick en jättehit med låten "Detroit City" som låg på Tio i topp i tio veckor, varav två veckor som etta. Nästföljande singeln "500 Miles Away from Home" blev också en stor hit. 1974 toppade han amerikanska countrylistan med låten "Marie Laveau", skriven av Shel Silverstein.
2012 ställde Bobby Bare tillsammans med Petter Øien upp i den norska Melodi Grand Prix, där hans låt "Things Change" slutade på en tredjeplats i finalen.
Bobby Bare är far till musikern Bobby Bare, Jr.

## Diskografi (urval)
Album
- 1963 – Detroit City And Other Hits
- 1963 – 500 Miles Away from Home
- 1964 – The Travelin' Bare
- 1965 – Tunes for Two (med Skeeter Davis)
- 1965 – Constant Sorrow
- 1966 – The Best of Bobby Bare
- 1966 – Talk Me Some Sense
- 1966 – The Streets of Baltimore
- 1966 – This I Believe
- 1967 – The Game of Triangles (med Norma Jean & Liz Anderson)
- 1967 – A Bird Named Yesterday
- 1967 – The English Country Side (med The Hillsliders)
- 1968 – The Best of Bobby Bare - Volume 2
- 1969 – (Margie's At) The Lincoln Park Inn (And Other Controversial Country Songs)
- 1970 – Your Husband My Wife (med Skeeter Davis)
- 1970 – Real Thing
- 1970 – This Is Bare Country
- 1971 – Where Have All the Seasons Gone
- 1971 – I Need Some Good News Bad
- 1972 – What Am I Gonna Do?
- 1972 – High and Dry
- 1973 – I Hate Goodbyes / Ride Me Down Easy
- 1973 – Bobby Bare Sings Lullabys, Legends and Lies
- 1974 – Singin' in the Kitchen (Bobby Bare and Family)
- 1975 – Hard Time Hungrys
- 1975 – Cowboys and Daddys
- 1976 – The Winner and Other Losers
- 1977 – Me and McDill
- 1978 – Bare
- 1978 – Sleep Wherever I Fall
- 1980 – Down & Dirty
- 1980 – Drunk & Crazy
- 1981 – As Is
- 1982 – Ain't Got Nothin' to Lose
- 1983 – Drinkin' from the Bottle
- 1998 – Old Dogs (med Waylon Jennings, Jerry Reed, & Mel Tillis)
- 2005 – The Moon Was Blue